# Welcome to the Neighbourhood
Welcome to the Neighbourhood je sedmé studiové album amerického rockového zpěváka Meat Loafa. Vydáno bylo 14. listopadu 1995 u společností MCA Records a Virgin Records. Na rozdíl od předchozí desky Bat Out of Hell II: Back into Hell se zpěvák neobrátil na skladatele Jima Steinmana, nýbrž na několik různých lidí. Na skládání se tak podíleli Diane Warren, Sammy Hagar, Steven Van Zandt či Ron Nevison. Poslední tři zmínění album také produkovali. Prodeje desky šly oproti předchozí nahrávce dolů, přesto to ale stačilo na platinovou desku ve Spojeném království a v USA.

## Seznam skladeb
| Pořadí         | Název                                                                           | Autor                                                     | Délka |
| -------------- | ------------------------------------------------------------------------------- | --------------------------------------------------------- | ----- |
| 1.             | Where the Rubber Meets the Road                                                 | Sarah Durkee, Paul Jacobs                                 | 4:57  |
| 2.             | I'd Lie for You (And That's the Truth) (feat. Patti Russo)                      | Diane Warren                                              | 6:41  |
| 3.             | Original Sin                                                                    | Jim Steinman                                              | 5:56  |
| 4.             | 45 Seconds of Ecstasy                                                           | Martha Minter Bailey                                      | 1:06  |
| 5.             | Runnin' for the Red Light (I Gotta Life)                                        | Durkee, Meat Loaf, Patti Russo, Harry Vanda, George Young | 3:59  |
| 6.             | Fiesta de las Almas Perdidas                                                    | Jeff Bova                                                 | 1:27  |
| 7.             | Left in the Dark                                                                | Steinman                                                  | 7:13  |
| 8.             | Not a Dry Eye in the House                                                      | Warren                                                    | 5:54  |
| 9.             | Amnesty Is Granted (feat. Sammy Hagar)                                          | Hagar                                                     | 6:09  |
| 10.            | If This Is the Last Kiss (Let's Make It Last All Night) (Duet with Patti Russo) | Warren                                                    | 4:34  |
| 11.            | Martha                                                                          | Tom Waits                                                 | 4:40  |
| 12.            | Where Angels Sing                                                               | Stephen Allen Davis                                       | 6:09  |
| Celková délka: | Celková délka:                                                                  | Celková délka:                                            | 58:56 |

## Obsazení
- Meat Loaf – zpěv, kytara

Aranže
- Rory Dodd
- Kasim Sulton

Ostatní
- Patti Russo – ženský zpěv
- Susan Wood – ženský zpěv
- Pat Thrall – kytary
- Tim Pierce – kytary
- Eddie Martinez – kytary
- Steven Van Zandt – kytary
- Sammy Hagar – zpěv a kytary
- Kasim Sulton – akustická kytara, doprovodný zpěv
- Steve Buslowe – basová kytara
- Mark Alexander – piano
- Paul Jacobs – piano
- Jeff Bova – klávesy, Hammondovy varhany
- Pearl Aday – doprovodný zpěv
- Rory Dodd – doprovodný zpěv
- Curtis King – doprovodný zpěv
- Elaine Caswell – doprovodný zpěv
- Kenny Aronoff – bicí
- John Miceli – bicí